# Æthelred le Malavisé
Pour les articles homonymes, voir Æthelred.
Æthelred le Malavisé, né vers 966 ou 968 et mort le 23 avril 1016, est roi d'Angleterre de 978 à sa mort, avec une interruption de quelques semaines entre décembre 1013 et février 1014. Il est également appelé Æthelred II pour le distinguer d'un autre Æthelred, roi du Wessex au IXe siècle.
Fils du roi Edgar le Pacifique, Æthelred monte sur le trône après l'assassinat de son frère aîné Édouard. Son long règne est marqué par une recrudescence des attaques des Vikings qui aboutissent à sa brève déposition par le Danois Sven à la Barbe fourchue en 1013, puis à la conquête de l'Angleterre par Knut le Grand, le fils de Sven, dans les mois qui suivent la mort d'Æthelred.
Æthelred souffre pendant longtemps d'une réputation posthume désastreuse, celle d'un roi incompétent et cruel dont le règne ne pouvait que s'achever par un désastre. Cette image est nuancée par les historiens à partir de la deuxième moitié du XXe siècle, qui soulignent que le portrait négatif du roi est en grande partie dû aux troubles de la fin de son règne. Celui-ci est également marqué par des arts et des lettres florissantes, ainsi que par des réformes administratives et législatives visant à consolider le royaume.

## Nom
Le prénom Æthelred (ou Ethelred), courant à l'époque anglo-saxonne, se compose des éléments vieil-anglais æthel « noble » et ræd « conseil ». Bien qu'aucun autre roi d'Angleterre ne porte ce nom, il est couramment appelé Æthelred II pour le distinguer d'un autre souverain de la maison de Wessex : Æthelred, frère aîné d'Alfred le Grand et roi du Wessex de 865 à 871.
Le surnom d'Æthelred est attesté à partir du XIIe siècle sous la forme vieil-anglaise Unræd, mais il pourrait avoir été utilisé avant cette date. Il signifie « mal conseillé », « sans conseil », et non « mal préparé » comme le laisserait penser sa forme en anglais moderne, Unready. Le calembour Æthelræd unræd, « noble conseil sans conseil », reflète la piètre réputation posthume d'Æthelred.

## Biographie

### Enfance
Æthelred est le dernier des quatre enfants du roi Edgar. Il est le deuxième fils que lui donne sa dernière femme Ælfthryth, fille de l'ealdorman du Devon Ordgar, qu'il a épousée en 964. Sa date de naissance est inconnue, mais il est vraisemblablement né entre 966 et 968. Il a un frère aîné, Edmond, né vers 965, et un demi-frère aîné, Édouard, né vers 962 d'une précédente union d'Edgar. Une demi-sœur aînée, Édith, complète la fratrie d'Æthelred.
Edgar meurt le 8 juillet 975, à peine âgé d'une trentaine d'années. Edmond étant mort vers 970, il ne laisse que deux fils : Édouard, âgé d'environ treize ans, et Æthelred, âgé de neuf ans tout au plus. La couronne ne se transmet pas automatiquement par primogéniture : ce sont les grands du royaume, éventuellement guidés par la préférence du roi défunt, qui ont le pouvoir de choisir le nouveau souverain parmi les différents æthelings, ou prince de sang éligibles au trône. Edgar ne laisse pas d'instructions précises concernant sa succession, mais il semble avoir favorisé les enfants de sa dernière femme : sur une charte de 966, Edmond est appelé « legitimus prefati regis filius », « fils légitime du roi susdit », et sa mère Ælfthryth est appelée « legitima prefati regis coniunx », « femme légitime du roi susdit ». Æthelred a vraisemblablement hérité de cette faveur après la mort de son frère.
Malgré le soutien de sa mère et de l'évêque Æthelwold de Winchester, ainsi que d'une partie de la noblesse anglaise, Æthelred est écarté de la succession en faveur de son demi-frère aîné, qui est élu le 17 juillet 975. Il reçoit, peut-être à titre de compensation, l'usage de domaines traditionnellement réservés aux fils du roi. Certains de ces domaines (Bedwyn, Burbage et Hurstbourne) sont repris à l'abbaye d'Abingdon, qui les avait reçus en don du roi Edgar.
Le 18 mars 978, le roi Édouard est assassiné par des membres de la maisonnée d'Æthelred alors qu'il était venu lui rendre visite à Corfe Castle, dans le Dorset. Plusieurs chroniqueurs ultérieurs attribuent la responsabilité de ce crime à Ælfthryth, qu'ils dépeignent comme une épouvantable marâtre, mais rien ne permet d'affirmer que les meurtriers n'ont pas agi de leur propre initiative. Édouard n'ayant pas d'enfants, Æthelred, âgé d'une dizaine d'années, est choisi pour lui succéder.

### Arrivée au pouvoir et premières attaques vikings (978-993)

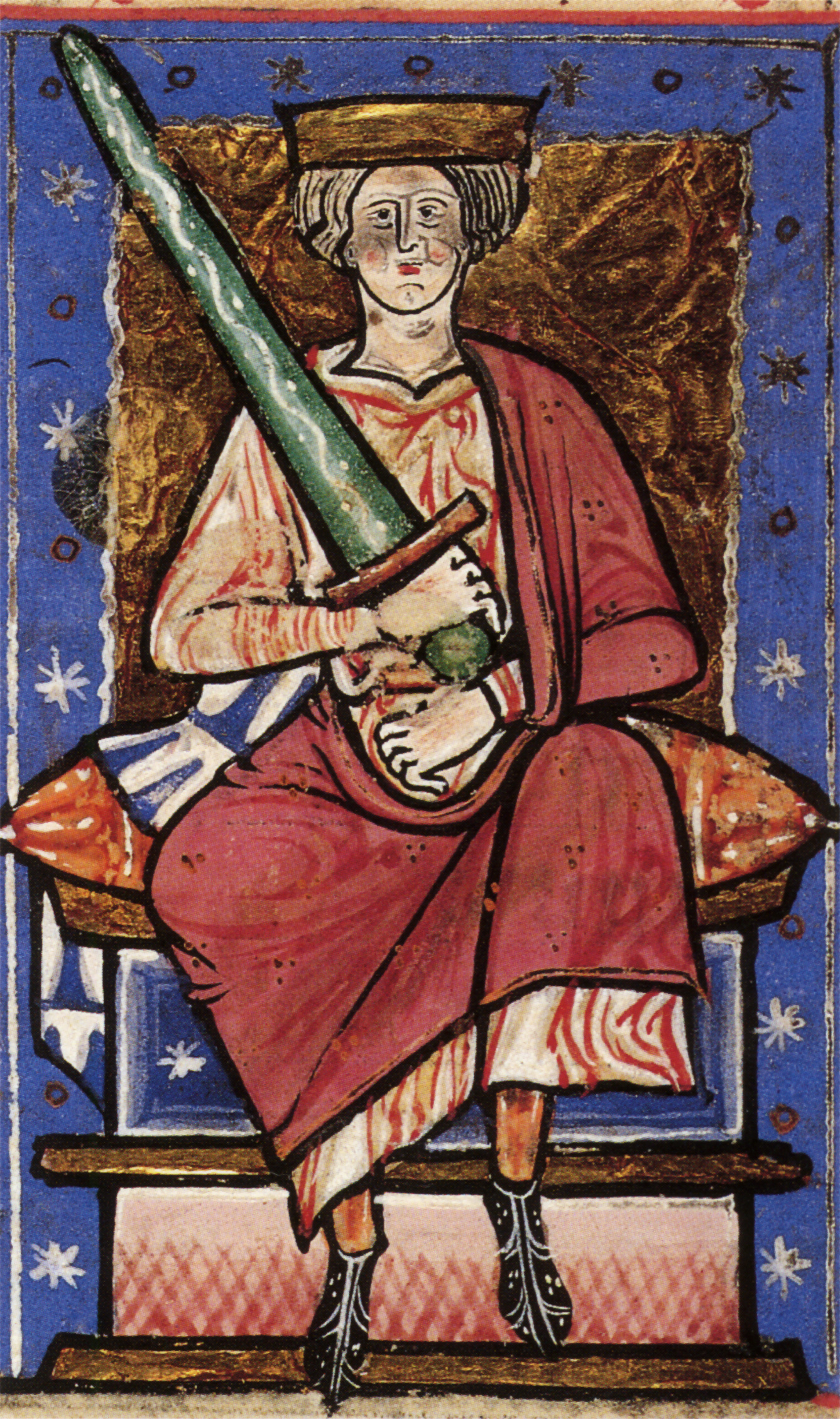
Portrait d'Æthelred dans un manuscrit enluminé de la chronique d'Abingdon du début du XIIIe siècle.

Æthelred est sacré le 4 mai 979 à Kingston upon Thames par les archevêques Dunstan de Cantorbéry et Oswald d'York. Du fait de son jeune âge, le gouvernement de l'Angleterre est assuré par un groupe de conseillers qui comprend la reine mère Ælfthryth, l'évêque Æthelwold et l'ealdorman Ælfhere. La mort d'Ælfhere en 983, puis celle d'Æthelwold en 984, marquent une rupture qui voit le roi, désormais en mesure de prendre ses propres décisions, s'entourer de nouveaux conseillers.
Après plusieurs décennies de calme, l'Angleterre est à nouveau la cible de raids vikings dans les années 980. Southampton, l'île de Thanet et le Cheshire sont attaqués en 980, l'abbaye de Padstow est pillée en 981 et Portland est ravagée en 982. Un thegn du Devon, Goda, est tué lorsque Watchet est attaquée en 988. Ces raids ponctuels, menés par de petits groupes, laissent place à un phénomène de plus grande ampleur en 991, lorsqu'une grande flotte scandinave arrive au large de l'Angleterre. L'armée anglaise, sous le commandement de l'ealdorman Byrhtnoth, est écrasée à la bataille de Maldon. Æthelred verse aux Vikings un tribut (gafol) de 10 000 livres pour obtenir leur départ, mais cette stratégie ne fonctionne pas, car la flotte continue à ravager le littoral oriental tout au long des années 992 et 993. Un second paiement de 16 000 livres est versé en 994 à Olaf Tryggvason et Sven à la Barbe fourchue, lorsque la flotte menace Londres.
En 994, l'un des chefs vikings, Olaf Tryggvason, reçoit le baptême avec Æthelred pour parrain à Andover avant de rentrer en Norvège. Une partie de ses hommes s'engagent comme mercenaires au service du roi d'Angleterre et s'établissent apparemment sur l'île de Wight tandis que le roi Olaf promet en échange de ne plus revenir en Angleterre avec des intentions hostiles.

### Une nouvelle phase du règne (993-1006)

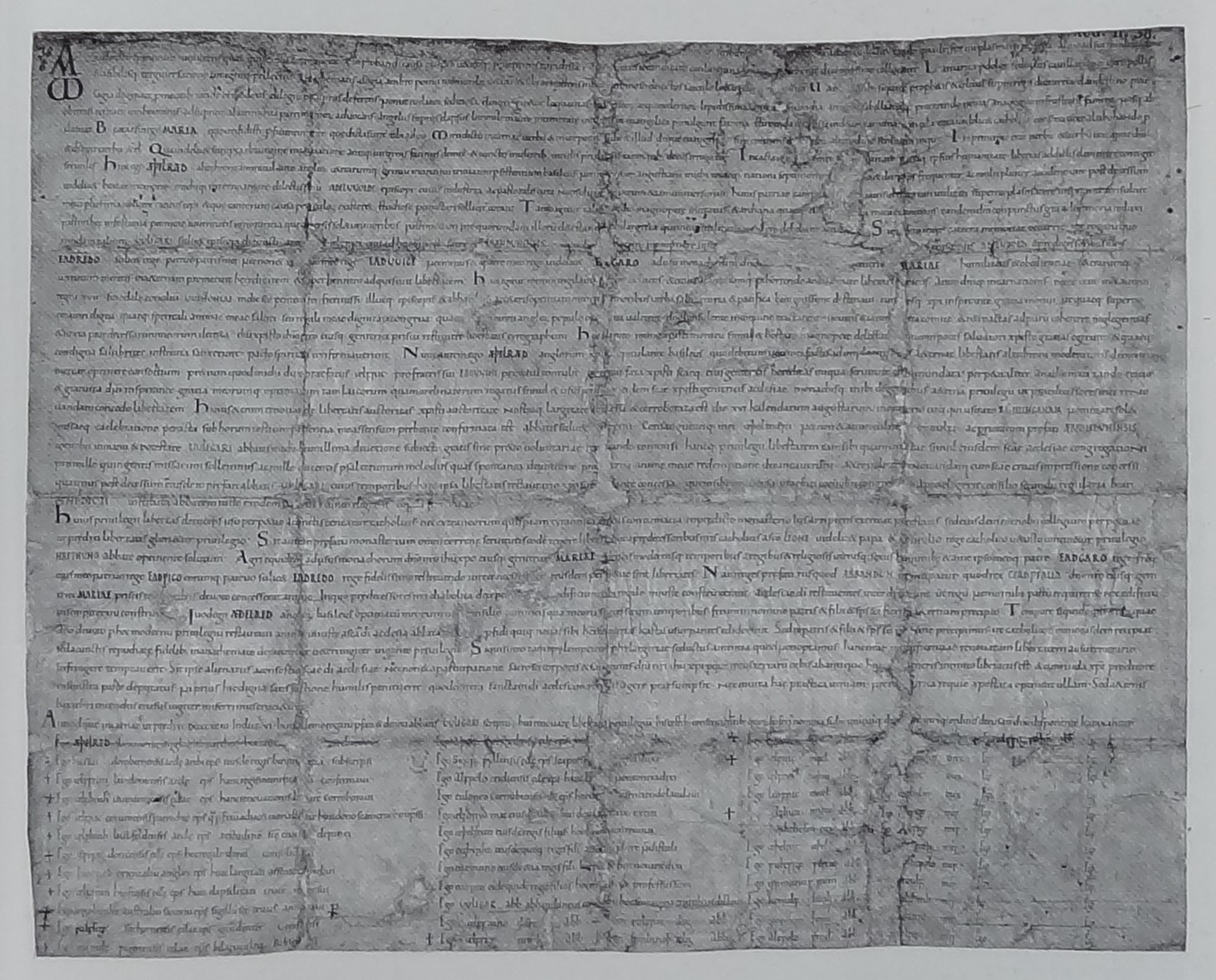
La charte S 876 de 993.

Dans une charte de 993, Æthelred adopte un ton repentant et exprime son regret d'avoir suivi de mauvais conseillers. Il s'agit certainement d'une allusion à l'évêque de Ramsbury Wulfgar et à l'ealdorman Ælfric, qui ont notamment persuadé le roi d'empiéter sur les privilèges de l'abbaye d'Abingdon en nommant lui-même comme abbé Eadwine, le frère d'Ælfric, contre l'avis des moines. L'attaque contre le diocèse de Rochester rapportée par la Chronique en 986 procède sans doute des mêmes causes.
De nouvelles attaques vikings débutent en 997, apparemment menées par les vétérans restés en Angleterre en 994. Ils ravagent le sud-ouest du pays, puis le Dorset en 998 et le Kent en 999, avant de se réfugier en Normandie en 1000. Le répit est bref : dès 1001, les Vikings sont de retour en Angleterre et attaquent le Devon et le Hampshire. Un troisième tribut, de 24 000 livres, leur est versé en 1002. Désireux de se débarrasser des Danois, Æthelred aurait commandité le massacre de la Saint-Brice du 13 novembre 1002.
En 1006, l'Angleterre connaît une véritable « révolution de palais » selon l'expression de Simon Keynes. Cette année-là, l'ealdorman Ælfhelm est tué et ses fils aveuglés à l'instigation d'Eadric Streona, qui prend l'ascendant en Mercie. D'autres conseillers d'Æthelred se mettent en retrait vers cette date, comme son oncle maternel Ordwulf ou l'ealdorman Æthelmær Cild, qui se retirent dans des monastères qu'ils ont fondés, respectivement l'abbaye de Tavistock et l'abbaye d'Eynsham.

### Reprise des attaques vikings (1006-1013)
La même année prend place une nouvelle offensive viking majeure. Une grande flotte arrive à Sandwich et ravage le Berkshire et le Hampshire avant de rejoindre l'île de Wight. Son départ est acheté l'année suivante contre un tribut de 30 000 ou 36 000 livres. Æthelred ordonne en 1008 la construction d'une flotte pour défendre l'Angleterre contre de nouvelles attaques. Les navires sont rassemblés à Sandwich en 1009, mais les efforts anglais sont réduits à néant par une querelle entre Brihtric, le frère d'Eadric Streona, et le thegn Wulfnoth Cild, qui aboutit à la destruction de nombreux vaisseaux et à la dispersion de la flotte.
Un nouveau chef viking, Thorkell le Grand, arrive en Angleterre en août 1009 et ravage le sud-est du pays pendant trois ans. En septembre 1011, il assiège Cantorbéry, pille la ville, incendie la cathédrale et fait prisonnier l'archevêque Alphège. Malgré le versement d'un tribut de 48 000 livres en avril 1012, les troupes de Thorkell lynchent l'archevêque, qui avait refusé d'être rançonné. Ils se dispersent après avoir reçu le tribut, mais Thorkell choisit de rester en Angleterre et entre au service d'Æthelred. C'est durant cette période mal connue qu'Eadric Streona arrive au sommet de sa puissance : il supplante Ælfric comme premier ealdorman du royaume et son nom figure en premier sur les chartes de la fin du règne d'Æthelred.

### Contre Sven et Knut (1013-1016)
En 1013, le Danois Sven à la Barbe fourchue entame une série de campagnes en vue de conquérir l'Angleterre. Il profite de l'instabilité au sein de l'aristocratie anglo-saxonne pour mettre en fuite Æthelred, qui se réfugie chez son beau-frère le duc de Normandie Richard II, et se faire reconnaître roi d'Angleterre. Les troupes de Thorkell parmi lesquelles combat le futur roi norvégien Olaf Haraldsson l'accompagnent dans sa fuite. Il est probable qu'Olaf soit baptisé à Rouen dans ces circonstances avec le soutien d'Æthelred qui finance son retour pour la Norvège et espère affaiblir Knut en renforçant ses relations avec la Norvège.
Sven meurt de manière inopinée quelques mois plus tard, en février 1014. Son fils, Knut le Grand, est rejeté par les grands d'Angleterre qui rappellent Æthelred à la condition que celui-ci s'engage à « les gouverner plus justement que par le passé ». Il verse un tribut de 21 000 livres pour disperser les troupes de Thorkell. Ses dernières années sont marquées par la mort de son fils aîné Æthelstan en juin 1014 et le conflit ouvert qui oppose son deuxième fils Edmond à son conseiller favori Eadric Streona.
C'est au beau milieu de cette crise que le fils de Sven, Knut, mène une nouvelle invasion de l'Angleterre. Sa flotte, arrivée au large des côtes anglaises durant l'été, obtient la soumission du Wessex et le ralliement d'Eadric Streona. Réfugié à Londres et trop malade pour mener la résistance contre l'envahisseur, Æthelred meurt le 23 avril 1016. Son fils Edmond, présent à ses côtés, le fait enterrer dans la cathédrale Saint-Paul.

## Aspects du règne

### Le gouvernement du pays
En dépit des troubles causés par les Vikings, la machine gouvernementale continue apparemment à fonctionner sans heurt sous le règne d'Æthelred. Le conseil royal se réunit toujours à intervalles réguliers dans les différents domaines royaux du sud de l'Angleterre. Afin de limiter le pouvoir toujours croissant des ealdormen, Æthelred encourage l'émergence des reeves, ancêtres des shérifs, qui représentent l'autorité du roi à un niveau local[réf. nécessaire].

### Le droit
Plusieurs codes de lois sont émis sous le règne d'Æthelred. Les codes I Æthelred et III Æthelred, apparemment produits vers le milieu des années 990, semblent aller de pair : le premier, promulgué à Woodstock dans l'Oxfordshire, légifère pour les Anglais tandis que le second, promulgué à Wantage dans le Berkshire, s'adresse aux habitants anglo-danois des Cinq Bourgs.
Le code VII Æthelred, promulgué en 1009 en réaction à l'arrivée de l'armée de Thorkell, impose des prières publiques à toute l'Angleterre et le versement d'une dîme à l'Église d'un penny par hide de terrain.

### Monnaies

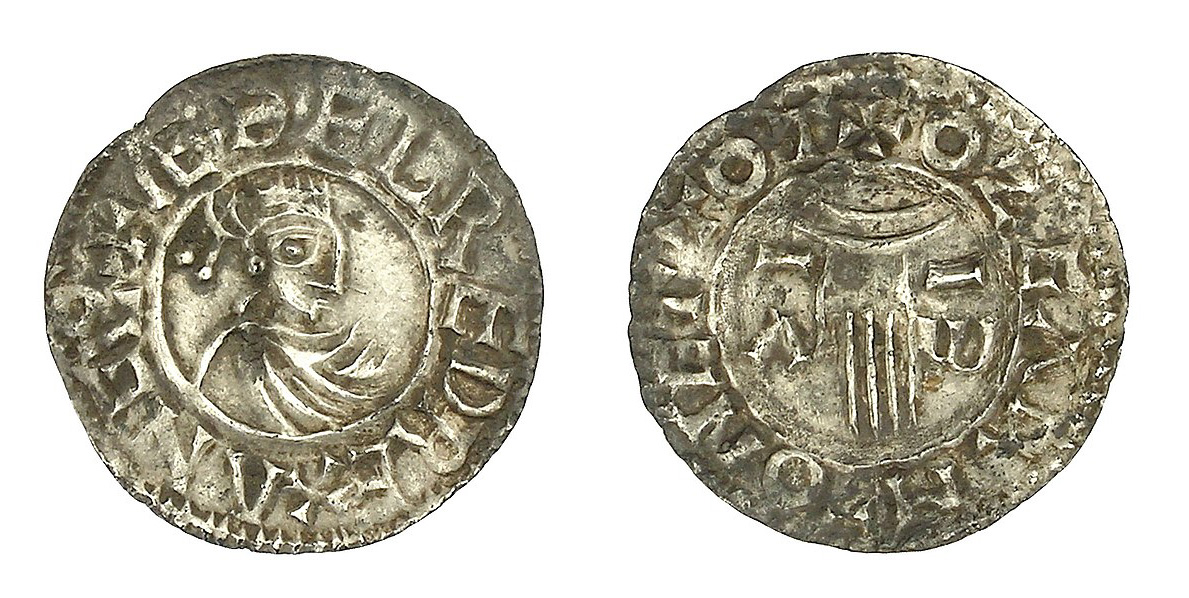
Un penny de la série « Première Main », frappé entre 979 et 985 environ.

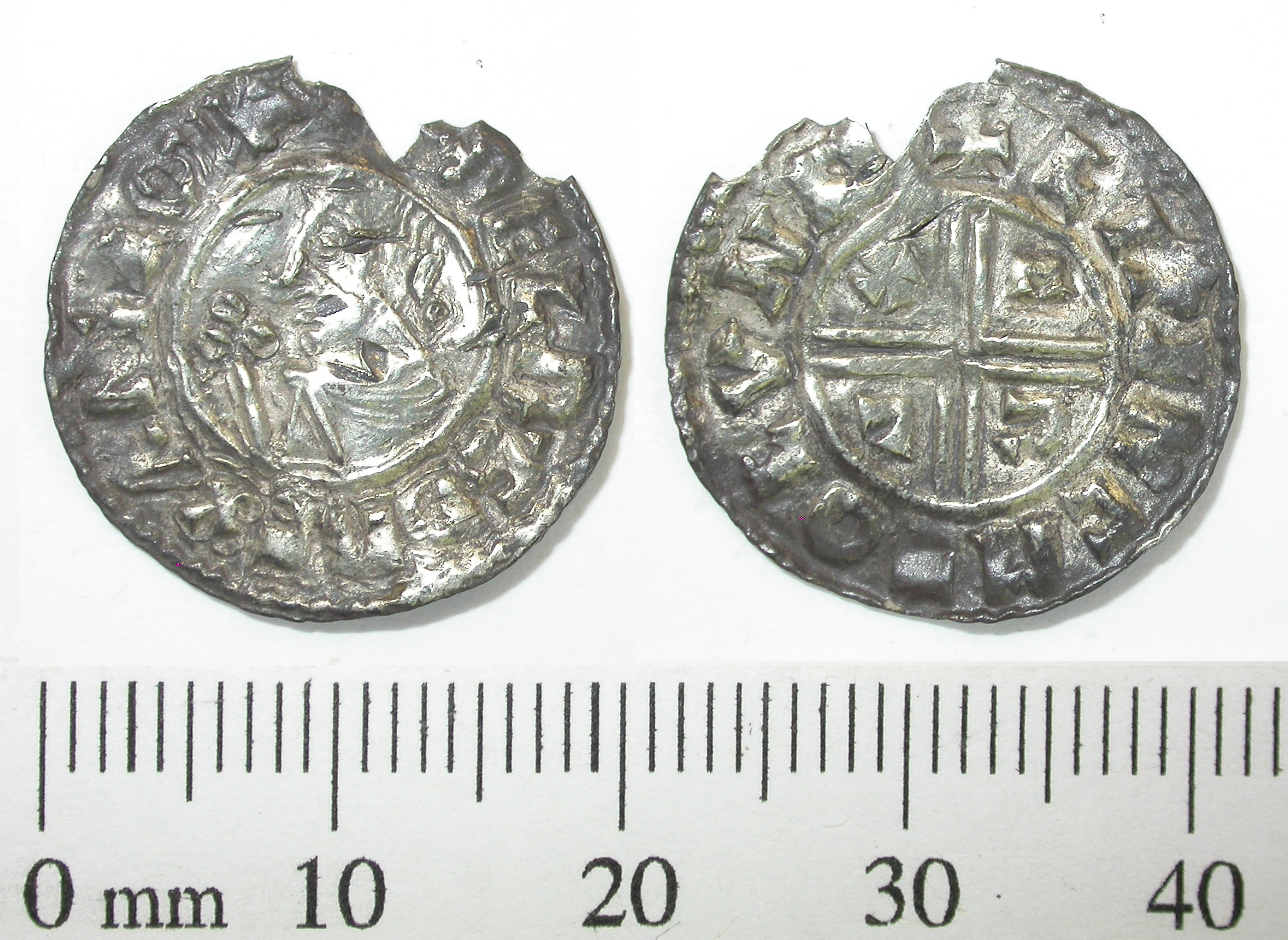
Un penny de la série « Crux », frappé entre 991 et 997.

Les importantes sommes d'argent versées lors des tributs successifs reflètent l'efficacité du système de production monétaire anglais sous Æthelred, réformé en profondeur par son père vers 973. Jusqu'alors, les différentes régions de l'Angleterre frappaient des pièces variées, mais Edgar introduit une frappe commune à tout le royaume. Cette centralisation s'accompagne d'un renouvellement régulier des pièces, qui sont rappelées tous les six ans environ pour être fondues et frappées à nouveau avec un dessin inédit.
Les pièces frappées au début du règne d'Æthelred sont identiques à celles de son frère et de la fin du règne de son père, avec un portrait du roi à l'avers et une petite croix au revers. Ce style est appelé « Première petite croix » (First Small Cross) par les numismates. Le premier style propre d'Æthelred est introduit vers 979 : la petite croix laisse place à la main de Dieu. Ce style, appelé « Première Main » (First Hand), laisse place vers 985 à une variation, la « Deuxième Main » (Second Hand). Une deuxième variation, la « Main de bénédiction » (Benediction Hand), est brièvement utilisée vers 991. La main de Dieu y apparaît faisant le signe de bénédiction. Ces frappes reflètent peut-être davantage des ajustements au style « Première Main » que des frappes nouvelles à part entière.

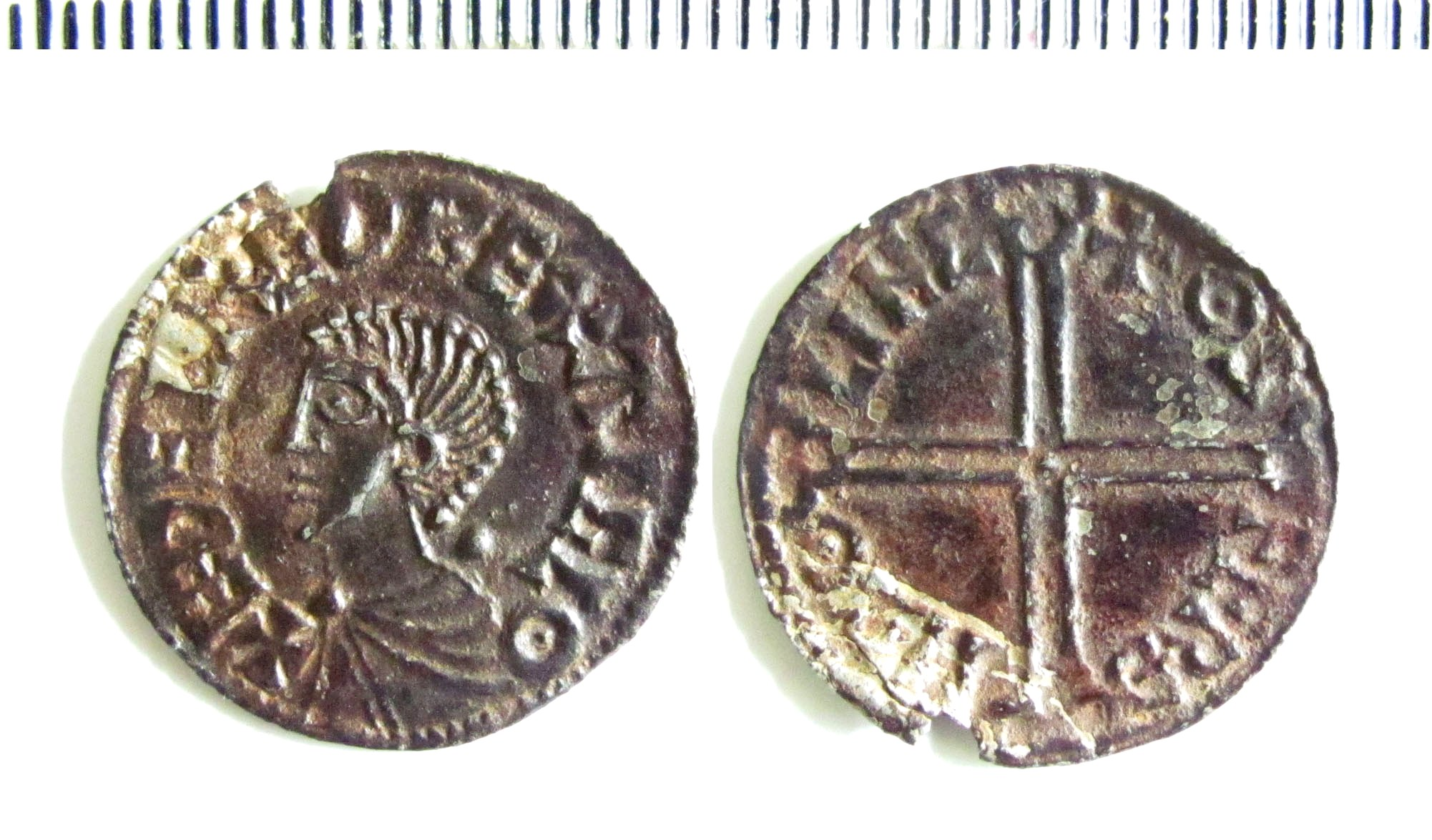
Un penny de la série « Croix longue », frappé entre 997 et 1003.

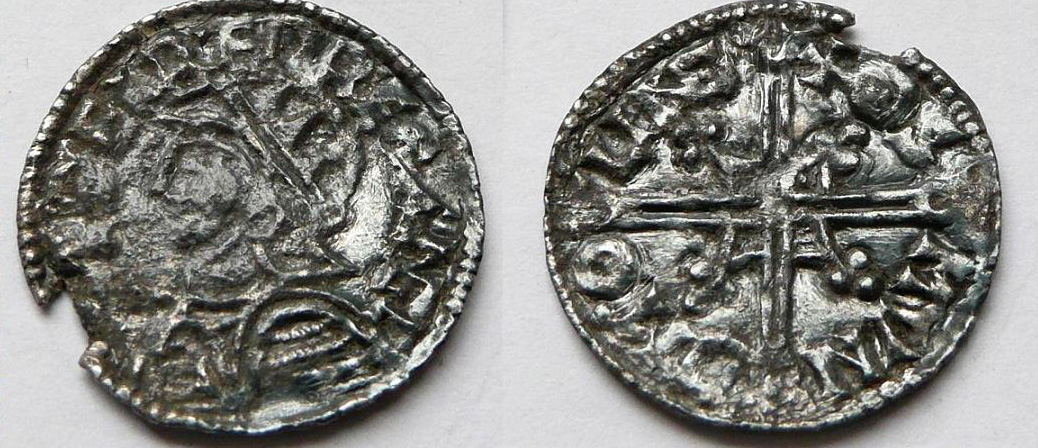
Un penny de la série « Casque », frappé entre 1003 et 1009 environ.

La « Main de bénédiction » laisse rapidement place à la série « Crux », qui porte au revers une grande croix découpant l'espace en quatre quartiers, le mot latin crux « croix » étant épelé dans ces quartiers. Ces pièces circulent de 991 à 997 environ. Vers la fin de cette période, on observe un retour à la petite croix des débuts du règne (Intermediate Small Cross), peut-être pour rappeler l'époque d'Edgar. Ce style éphémère est remplacé par une nouvelle croix longue (Long Cross), similaire à celle du type « Crux », mais sans lettres dans les quartiers.
Le style suivant, qui apparaît vers 1003, est très similaire au style « Croix longue », mais le portrait du roi est modifié : Æthelred y est figuré coiffé d'un casque et non tête nue ou couronné. Le ton martial de ce dessin (« Casque », Helmet) reflète la situation politique de l'Angleterre, en butte aux assauts répétés des Vikings. Il est remplacé, probablement en 1009, par une série exceptionnelle sur laquelle n'apparaît plus l'effigie royale, pour la première fois depuis la réforme d'Edgar. À la place, on y trouve d'un côté l'agneau de Dieu et de l'autre un oiseau, probablement la colombe du Saint-Esprit. Frappées en faibles nombres, ces pièces remarquables semblent avoir été conçues pour apaiser la colère divine. Elles laissent rapidement place au dernier type du règne d'Æthelred (Last Small Cross), un retour à la combinaison du portrait du roi à l'avers et d'une petite croix au revers.

## Réputation posthume

Armoiries imaginaires attribuées à Æthelred par Matthieu Paris au XIIIe siècle.

Æthelred souffre longtemps d'une réputation posthume désastreuse. La principale source narrative concernant son règne est le récit de la Chronique anglo-saxonne, mais contrairement à ce que laisserait penser sa structure annalistique, il a été rédigé après les faits. Son auteur anonyme tend ainsi à considérer les événements à travers le prisme de la défaite finale de la maison de Wessex, ce qui colore son jugement et l'incite peut-être à sélectionner uniquement les faits qui s'accordent avec l'orientation qu'il souhaite donner à son récit.
Plusieurs légendes s'attachent très tôt au personnage d'Æthelred. Les hagiographies de l'archevêque Dunstan de Cantorbéry rapportent qu'il aurait déféqué dans les fonts baptismaux étant enfant, ce qui aurait amené Dunstan à prophétiser la chute de la monarchie anglaise sous son règne. Une autre légende, qui apparaît dans la Passio sancti Eadwardi, prétend que le roi aurait craint et détesté les bougies toute sa vie, car sa mère l'aurait battu avec des chandeliers pour qu'il arrête de pleurer la mort de son frère.
En s'appuyant sur ces sources, les chroniqueurs anglo-normands des XIIe et XIIIe siècles dépeignent ainsi Æthelred comme un monarque faible, incompétent et cruel, entouré de conseillers tout aussi dépravés que lui. Aux yeux de Henri de Huntingdon, qui écrit son Historia Anglorum entre 1123 et 1130, le tribut versé aux Vikings marque l'origine du système d'imposition qui opprime le peuple anglais à son époque.
Æthelred reste considéré comme un mauvais roi par les historiens du XIXe siècle (Sharon Turner, Edward Augustus Freeman) et de la première moitié du XXe siècle (Frank Stenton). Les chercheurs s'efforcent depuis de nuancer ce portrait, à la fois en faisant appel à d'autres sources et en se montrant plus critique à l'égard des textes. Ils soulignent qu'Æthelred a été confronté à une situation exceptionnelle et qu'un règne de trente-huit ans ne peut être jugé seulement à l'aune de sa fin, aussi catastrophique soit-elle. Malgré ces tentatives de réhabilitation, ce roi reste aux yeux du grand public anglophone un objet de moquerie,.
C'est sous le règne d’Æthelred que se passe le roman Le Crépuscule et l'Aube de Ken Follett, paru en 2020. Il apparaît dans l'intrigue[réf. nécessaire].

## Mariages et descendance
Æthelred est marié à deux ou trois reprises : les sources sont confuses à ce sujet. Sa première femme (nom inconnu) serait la fille de l'ealdorman d'York Thored, alors que sa deuxième, Ælfgifu, serait la fille d'un certain comes Æthelberht inconnu par ailleurs. Il est possible qu'Ælfgifu soit la fille de Thored, et que la confusion ait émergé par la suite, dans les écrits de Jean de Worcester. De son ou ses premiers mariages, Æthelred a six fils et trois ou quatre filles :
- Æthelstan (mort en 1014) ;
- Ecgberht (mort vers 1005) ;
- Edmond Côte-de-Fer (mort en 1016) ;
- Eadred (mort avant 1013) ;
- Eadwig (mort en 1017) ;
- Edgar (mort vers 1008) ;
- Édith, mariée à l'ealdorman de Mercie Eadric Streona ;
- Ælfgifu, mariée à l'ealdorman de Northumbrie Uchtred le Hardi ;
- Wulfhild, mariée au thegn d'Est-Anglie Ulfcytel puis à Thorkell le Grand ;
- une abbesse de Wherwell.

Æthelred se remarie en 1002 avec Emma de Normandie, sœur du duc Richard II. Ils ont trois enfants [réf. nécessaire]:
- Édouard le Confesseur (mort en 1066) ;
- Alfred (mort en 1036 ou 1037) ;
- Godgifu (morte avant 1049), mariée à Dreux, comte de Vexin et d'Amiens, puis à Eustache II, comte de Boulogne.

Les huit fils d'Æthelred portent tous les noms de précédents rois de la maison de Wessex : Ecgberht, Alfred, Édouard, Æthelstan, Edmond, Eadred, Eadwig et Edgar.